# Miguel Llobet

Miguel Llobet, 1905

Miguel Llobet Solés (kat. Miquel Llobet i Solés; * 18. Oktober 1878 in Barcelona; † 22. Februar 1938 ebenda) war ein spanischer Gitarrist und Komponist. Er ist der bedeutendste Repräsentant der Schule Tárregas und galt damals als größter spanischer Gitarrenvirtuose. 

## Biografie

Tárregas Erben: Andrés Segovia (1893–1987), Miguel Llobet (1878–1938), Daniel Fortea (1878–1953) und Emilio Pujol (1886–1980)

Miguel Llobet wurde als Sohn eines Kunsthandwerkers bzw. Holzschnitzers und Vergolders geboren. Er wuchs in unmittelbarer Nähe zu Francisco Tárrega in Barcelona auf. Schon früh begeisterte er sich für Malerei, Geige und Klavier. Später schenkte ihm sein Onkel eine Gitarre. 1889 verfolgte er den Gitarrenkomponisten Antonio Jiménez Manjón im Teatre Catalunya. Sein Besuch veranlasste ihn 1894 zum Unterricht bei Francisco Tárrega an der städtischen Musikschule in Barcelona. Zu seinem Freundeskreis gehörten Pau Casals, Emilio Pujol, Ricardo Viñes und Gaspar Cassadó. 1900 traf er auf Concepción Gómez de Jacoby, die schon Tárrega finanziell förderte.
Danach begann er eine rege Konzerttätigkeit in größeren Städten Spaniens. 1903 spielte er vor der königlichen Familie in Madrid. Wie viele seiner Musikerkollegen zog es auch ihn 1904 nach Paris. Der Pianist Ricardo Viñes organisierte dort sein erstes Konzert. Von hier aus unternahm er Tourneen in verschiedenen Ländern Europas und Lateinamerikas. Später konzertierte er auch in den USA. Überall, wo er auftrat, konnte er sensationelle Erfolge feiern. Seine einzigartige Technik, sein musikalisches Temperament und seine Interpretation von klassischen Werken wie auch zeitgenössischer Musik lösten Begeisterung bei den Zuhörern aus. Obwohl nicht in Segovias Autobiographie erwähnt, soll er ihn 1915 unterrichtet haben.

## Die Werke

Miguel Llobet, Emilio Pujol, Juan Carlos Anido, María Luisa Anido und Domingo Prat im Hause Anido, 1919

Zu Llobets bekanntesten Kompositionen gehören seine klanglich raffinierten Bearbeitungen katalanischer Volksweisen. Auch seine von der Fachwelt gelobten Bearbeitungen von Werken der Klassik haben Eingang in das Repertoire der zeitgenössischen Gitarrenprogramme gefunden. Llobet bestärkte Manuel de Falla darin, seine „Homenaje“ (Pour le Tombeau de Claude Debussy) für die Gitarre zu komponieren. Mit diesem im Sommer 1920 komponierten, 1921 von Llobet uraufgeführten und 1922 auch von Segovia dargebrachten Werk eröffnete de Falla das Repertoire originaler Gitarrenkompositionen im 20. Jahrhundert.

## Auswahl der Gitarrenwerke von Miguel Llobet
- Leonesa
- Estilos Populares Argentinos, Nos 1 + 2
- Estudios Capricho
- Estudios en mi Major
- La Preco de Lleida
- Mazurka
- Prélude Original
- Preludio en la mayor
- Preludio en mi mayor
- Preludio en re mayor
- Repuesta-Impromptu
- Romanza
- Scherzo-Vals
- Variaciones sobre un Tema de Sor

Canciones populares catalanas:
- Canco del Lladre
- El Mestre
- El Testament d’Amelia
- La Filadora
- La Filia del Marxant
- La Nit de Nadal
- L’Hèreu Riera
- Lo Fill del Rei
- Lo Rossinyol
- Plany
- El Noi de la Mare
- La Pastoreta

## Bekannte Schüler
Wenn man sich mit der Entwicklungsgeschichte der modernen Gitarrentechnik beschäftigt, dann steht stets der Name Francisco Tárrega im Vordergrund. Aber zu weltweitem Erfolg wurde dessen Pionierarbeit erst durch die Lehr- und Konzerttätigkeit seiner beiden Schüler Emilio Pujol und Miguel Llobet, der zum Lehrer für zahlreiche namhafte Gitarristinnen und Gitarristen  wurde:
- María Luisa Anido (1907–1996, Argentinien)
- David del Castillo (?–1937, Spanien)
- Lucien Gélas (1873–?, Frankreich), Patentinhaber für eine Doppelresonanzgitarre
- Luigi Mozzani (1869–1943, Italien): Gründer der „Scuola di Liuteria Italiana Luigi Mozzani“
- Domingo Prat (1886–1944, Spanien/Argentinien): Herausgeber des „Diccionario de Guitarristas“
- Eduardo Sáinz de la Maza (1903–1982, Spanien)
- Regino Sáinz de la Maza (1896–1981, Spanien)
- Andrés Segovia (1893–1987, Spanien): Bedeutendste Persönlichkeit der Gitarre im 20. Jahrhundert
- José Rey de la Torre (1917–1995, Kuba/USA)
- Luise Walker (1910–1998, Österreich)
- Auguste Zurfluh (1871–1941, Schweiz): Einfluss auf Berliner Gitarrenschule